# Acontia knowltoni
Acontia knowltoni là một loài bướm đêm trong họ Noctuidae.